# Serednea, Baranivka
Serednea (în ucraineană Середня) este un sat în comuna Zeremlea din raionul Baranivka, regiunea Jîtomîr, Ucraina.

## Demografie
Componența lingvistică a localității Serednea
     Ucraineană (88,6%)
     Rusă (9,65%)
Conform recensământului din 2001, majoritatea populației localității Serednea era vorbitoare de ucraineană (88,6%), existând în minoritate și vorbitori de rusă (9,65%) și polonă (1,75%).